# Rayo rojo
Rayo rojo es una película documental de Argentina de 1999 dirigida por José Luis Cancio sobre su propio guion que no se exhibió comercialmente. Fue pensado como un trabajo de tesis corto sobre un joven y las historietas pero al avanzar el proyecto se fue transformando en un documental sobre las historietas gráficas de Argentina. Se exhibió en el cilo de películas inéditas organizado por la Filmoteca Buenos Aires en junio de 1999 y también en el ciclo Cine Argentino Inédito organizado por la revista Film en julio de 1999.

## Sinopsis
Un joven aficionado a las historietas gráficas y atraído por los personajes de superhéroes va entrelazando diversas historias con momentos puntuales del país hasta llegar a la figura de Héctor Germán Oesterheld refiriéndose a sus inicios como historietista, a sus obras, su relación con las hijas y finalizando con su desaparición.

## Rayo Rojo
El nombre del filme hace referencia a una revista de historietas que se publicó en Argentina  entre 1948 y 1965 por la editorial Abril y luego por la  editorial Yago. A partir del n° 297 de Rayo Rojo aparecieron las historietas del boxeador Indio Suárez, protagonista de la historieta homónima y de Uma-Uma, ambas dibujadas por Carlos Freixas y desde el n° 658, la historieta Lord Pampa, dibujada por Francisco Solano López y José del Bó.

## Héctor Germán Oesterheld
Algunos de los más difundidos personajes de Oesterheld son Sargento Kirk, Bull Rocket y El Eternauta.

## Comentarios
Sergio Wolf opinó sobre el filme:

”El anonimato del personaje, no es un elemento más de Rayo Rojo, sino su corazón. Que atrás hayan quedado los héroes de las hazañas imposibles, con su muscular valentía y sus personalidades desdobladas tras los disfraces, es el punto de partida que el film elige para construir una comparación con el presente de héroes anónimos.”